# فيليستاس كون
فيليستاس كون (بالألمانية: Felicitas Kuhn)‏ هي رسامة توضيحية نمساوية، ولدت في 3 يناير 1926 في فيينا في النمسا.